# Artists4Ceasefire
Artists4Ceasefire é um movimento de artistas em prol de um cessar-fogo imediato e permanente na guerra Israel-Hamas em Gaza, da entrega de ajuda humanitária a civis e da libertação dos reféns do Hamas . O coletivo foi iniciado em 20 de outubro de 2023.

## Símbolo
O símbolo do Artists4Ceasefire representa uma mão laranja com um coração dentro sobre um fundo vermelho. A mão representa a “bela comunidade de pessoas de todas as origens”. O coração representa “um convite para liderarmos com o coração”. O fundo vermelho representa “a urgência do apelo para salvar vidas”.

## Membros do movimento

### Pessoas usando o símbolo
Vários participantes da cerimônia do Oscar de 2024 usaram broches com o símbolo do Artists4Ceasefire, incluindo Quannah Chasinghorse, Finneas O'Connell, Billie Eilish, Mark Ruffalo, Ava DuVernay, Ramy Youssef, Riz Ahmed, Mahershala Ali, Kaouther Ben Hania e Misan Harriman . Além dos símbolos do Artists4Ceasfire, alguns participantes usaram bandeiras palestinas, incluindo Milo Machado-Graner e Swann Arlaud . Ramy Youssef afirmou em entrevista no evento: 

Solicitamos um cessar-fogo imediato e permanente em Gaza. Solicitamos a segurança de todas as pessoas envolvidas. Queremos realmente justiça e paz duradouras para o povo palestiniano.
No Grammy Awards de 2024, a cantora Annie Lennox finalizou sua homenagem a Sinéad O'Connor com a frase: “Artistas pelo cessar-fogo, pela paz no mundo ”. Além disso, os membros do Boygenius, Phoebe Bridgers, Lucy Dacus, Julien Baker e Bo Burnham, usaram o símbolo do Artists4Ceasefire.
Tony Shalhoub e Ebon Moss-Bachrach usaram o símbolo no Screen Actors Guild Awards.
No Directors Guild of America Awards em fevereiro de 2024 Mark Ruffalo usou o símbolo e declarou “Não vamos bombardear nosso caminho para a paz” .

### Carta aberta
Em outubro de 2023, 55 artistas notáveis e membros da indústria do entretenimento assinaram uma carta aberta como parte do movimento Artists4Ceasefire. A carta foi endereçada ao presidente dos EUA, Joe Biden, exigindo um cessar-fogo. A carta aberta foi posteriormente expandida para incluir centenas de artistas notáveis, incluindo: 
- Aaron Frazer
- Aasif Mandvi
- Abbi Jacobson
- Adam Lambert
- Adam McKay
- Afshan Azad
- Ahamed Weinberg
- Aida Rodriguez
- Aja Monet
- Alan Cumming
- Alena Smith
- Alfonso Cuarón
- Ali Adler
- Alia Shawkat
- Allison Russell
- Alyssa Milano
- Amanda Diaz
- Amanda Gorman
- Amanda Seales
- Amandla Stenberg
- Amber Tamblyn
- America Ferrera
- Aminatou Sow
- Aminé
- Amy Lou Wood
- Anand Desai-Barochia
- Andrew Ahn
- Andrew Garfield
- Andrew Thomas Huang
- Anees
- Angela Dimayuga
- Ani DiFranco
- Anna Konkle
- Annie Lennox
- Anoushka Shankar
- Aria Mia Loberti
- Arian Moayed
- Arooj Aftab
- ASAP Nast
- Ashley Lukashevsky
- Asim Chaudhry
- Atsuko Okatsuka
- Augustus Prew
- Ava DuVernay
- Ayo Edebiri
- Bassam Tariq
- Bassem Youssef
- Bella Hadid
- Belly
- Ben Affleck
- Bilal Hasna
- BLK ODYSSY
- Bobbi Salvör Menuez
- Bonnie Wright
- Boots Riley
- Bradley Cooper
- Brandon Holman
- Brian Cox
- Brian Eno
- Brigitte Lacombe
- Bruce Cohen
- Busy Philipps
- Cameron Russell
- Carl Clemons-Hopkins
- Caroline Polachek
- Cat Power
- Cate Blanchett
- Catherine Van-Davies
- Celeste Barber
- Celeste Yim
- Chani Nicholas
- Channing Tatum
- Charlotte Riley
- Charm La’Donna
- Chase Sui Wonders
- Cherien Dabis
- Chicano Batman
- Chioke Nassor
- Christine Baranski
- Cindi Leive
- Clairo
- Clean Bandit
- Connie Britton
- Cora Emmanuel
- Cree Summer
- Cynthia Nixon
- Dan Bucatinsky
- Dan Cogan
- Daniel Caesar
- Daniel Garber
- Daniel Goldhaber
- Darius Marder
- Dave Merheje
- David Clennon
- David Cross
- David Oyelowo
- Dawn-Lyen Gardner
- Deb Never
- Denée Benton
- Desi Perkins
- Dev Hynes
- Dina Shihabi
- Diplo
- DJ Snake
- Dominic Cooper
- Dominique Fishback
- Dominique Thorne
- Drake
- Dua Lipa
- Durand Jones
- Ebon Moss-Bachrach
- Edie Campbell
- Eisa Davis
- Elliott Gould
- Elsa Hosk
- Elvira Lind
- Elyanna
- Emily Gordon
- Emily Meade
- Emma Seligman
- Eric André
- Eugene Lee Yang
- Ewan McGregor
- Fai Khadra
- Farah Bsaiso
- Farah Nabulsi
- Farida Khelfa
- Fatima Farheen Mirza
- Fawzia Mirza
- Fayssal Bazzi
- Florence Pugh
- Francesca Fiorentini
- Frank Ocean
- Fredwreck
- Geoffrey Arend
- Gigi Hadid
- Gracie Abrams
- Hannah Ferguson
- Hari Nef
- Hasan Minhaj
- Helado Negro
- Hend Sabry
- Howard Rodman
- Ilana Glazer
- Imaan Hammam
- Imad Izemrane
- Indya Moore
- Ivan Jackson
- Jalen Noble
- James Schamus
- Jamila Woods
- Janelle Monáe
- Jay Shetty
- Jai Courtney
- Jalen Noble
- Jared Goldstein
- Jas Lin
- Jay Hernandez
- Jean Smart
- Jehane Noujaim
- Jenna Ortega
- Jenni Konner
- Jennifer Lopez
- Jennifer Saunders
- Jenny Yang
- Jeremy Allen White
- Jeremy Strong
- Jes Tom
- Jessica Chastain
- Jessie Buckley
- Jesse Peretz
- Jesse Williams
- Jim Jarmusch
- Joaquin Phoenix
- Jodi Balfour
- Joe Alwyn
- Joel Edgerton
- Joel Kim Booster
- Johan Lindeberg
- John Cusack
- John Early
- Jon Batiste
- Jon Stewart
- Jordan Peele
- Joy Sunday
- JP Saxe
- Judah Friedlander
- Judy Reyes
- Julien Baker
- Juliet Stevenson
- Juliette Binoche
- Kaitlin Olson
- Kal Penn
- Kali Uchis
- Kamie Crawford
- Kathryn Grody
- Kathy Najimy
- Katie Gavin
- Kaytranada
- Kehlani
- Kendrick Sampson
- Kenza Fourati
- K.Flay
- Khalid Abdulla
- Kimiko Glenn
- Kimya Dawson
- Kirsten Dunst
- Kristen Stewart
- Kit Yan
- Kumail Nanjiani
- Kylie Sparks
- Lauren Jauregui
- Lena Waithe
- Leo Sheng
- Lily Gladstone
- Lindy West
- Lionel Boyce
- LisaGay Hamilton
- Livia Firth
- Liz Garbus
- Lola Kirke
- Lorenza Izzo
- Louisa Jacobson
- Lucy Dacus
- Lupita Nyong’o
- Macklemore
- Mae Martin
- Majid Jordan
- Mandy Patinkin
- Mahershala Ali
- Manish Dayal
- Marcia Cross
- Margaret Cho
- Maria Cornejo
- Miriam Margolyes
- Marisa Tomei
- Mark Ruffalo
- Mark Rylance
- Martin Starr
- Mary Elizabeth Winstead
- Massari
- Matt McGorry
- Matt Lieb
- Matt Rogers
- Maxwell Osborne
- May Calamawy
- Maysoon Zayid
- Maz Jobrani
- Megan Boone
- Melanie Martinez
- Melissa Barrera
- Michael Dorman
- Michael Malarkey
- Michael Moore
- Michael Uzowuru
- Michael Shannon
- Michael Stipe
- Michelle Wolf
- Mickey Sumner
- Miguel
- MILCK
- Milla Jovovich
- Mimi Kennedy
- Mira Nair
- Miranda July
- Misha Collins
- Mitra Jouhari
- Mo Amer
- Mohamed Diab
- Mona Chalabi
- Monet McMichael
- Morgan Spector
- Mousa Kraish
- MUNA
- Mustafa Ahmed
- Nabil Elderkin
- Naomi Scott
- Natalia Cordova
- Natalie Merchant
- Naz Riahi
- Nelly Furtado
- Nia DaCosta
- Nicola Coughlan
- Nicole Ansari Cox
- Niki Takesh
- Nikoo Nooryani
- Noah “40” Shebib
- Noam Shuster-Eliassi
- Noor Tagouri
- Nori Reed
- Omar Apollo
- Omar Metwally
- Omar Sy
- Oscar Isaac
- Padma Lakshmi
- Paloma Elsesser
- Paul Walter Hauser
- Patti Smith
- Peter Berg
- Peter Gabriel
- Phoebe Bridgers
- Poorna Jagannathan
- Poppy Delevingne
- Poppy Liu
- Priyanka Chopra Jonas
- Quinta Brunson
- Rachel McAdams
- Rachel Sennott
- Rachel Zegler
- Ramy Youssef
- Raveena Aurora
- Rianne Van Rompaey
- Richa Moorjani
- Richard Gere
- River L. Ramirez
- Riz Ahmed
- Roberta Colindrez
- Rooney Mara
- Rosaline Elbay
- Rosario Dawson
- Rosie O’Donnell
- Rose Abdoo
- Rowan Blanchard
- Run The Jewels
- Rupi Kaur
- Ruth Negga
- Ryan Coogler
- Ryan Piers Williams
- Saagar Shaikh
- Sabine Getty
- Saif Mahdi
- Sam Richardson
- Sami Zayn
- Sandra Oh
- Sara Driver
- Sara Ramirez
- Sarah Bahbah
- Sarah Jones
- Sarah E. Jones
- Sarah Snook
- Sarah Sophie Flicker
- Sarita Choudhury
- Sasami Ashworth
- Sean Miura
- Sebastián Silva
- Selena Gomez
- Sepideh Moafi
- Shailene Woodley
- Shaka King
- Shayla Mitchell
- Sherry Cola
- Shruti Ganguly
- Silas Howard
- SimiHaze
- Simon Helberg
- Simon Rex
- Sinéad Bovell
- Sinéad Harnett
- Smino
- Snoh Aalegra
- Sophia Bush
- Stella Schnabel
- Stephanie Suganami
- Stephen Dillane
- Steve_Coogan[24]
- Steve Way
- Suleika Jaouad
- Susan Sarandon
- Sydney Lemmon
- Tahar Rahim
- Tala Ashe
- Tanya Selvaratnam
- Tara Grammy
- Tarek Bishara
- Tavi Gevinson
- Taylour Paige
- Tchaiko Omawale
- Tessa Thompson
- Thursday
- Tien Tran
- Tom Hardy
- Tommy Genesis
- Tony Kushner
- Tony Shalhoub
- Travon Free
- Tyler Johnson
- V (formerly Eve Ensler)
- Vic Mensa
- Victoria Monét
- Viggo Mortensen
- Vijay Iyer
- Wale
- Waleed Zuaiter
- Wallace Shawn
- Wanda Sykes
- Yara Shahidi
- Yasmine Aker
- Yasmine Al Massri
- Yumi Sakugawa
- Yusuf Cat Stevens
- Zayn Malik
- Zoe Chao
- Zoe Lister Jones
- 070 Shake